# ثعا (جبل)
جبل ثَعَا (بفتح أوله وثانيه) هو جبل يقع في محافظة العرضيات في منطقة مكة المكرمة في المملكة العربية السعودية في ديار قبيلة بني بحير بلقرن في تهامة بالاشتراك مع قبيلة غامد الزناد، وإلى الجنوبي منه جبل صفاء.